# Gran Premio motociclistico di Spagna 1999
Il Gran Premio motociclistico di Spagna 1999 corso il 9 maggio, è stato il terzo Gran Premio della stagione 1999 del motomondiale e ha visto vincere la Honda di Àlex Crivillé nella classe 500, Valentino Rossi nella classe 250 e Masao Azuma nella classe 125. Mick Doohan, detentore del titolo mondiale della classe 500, non riuscì a correre la gara a causa di un infortunio, che ne causò alla fine il forzato ritiro dal mondo delle corse.

## Classe 500

### Arrivati al traguardo
| Pos | Nº | Pilota                   | Squadra                    | Motocicletta | Giri | Tempo     | Griglia | Punti |
| --- | -- | ------------------------ | -------------------------- | ------------ | ---- | --------- | ------- | ----- |
| 1   | 3  | Àlex Crivillé            | Repsol Honda               | Honda        | 27   | 47:38.667 | 1       | 25    |
| 2   | 2  | Max Biaggi               | Marlboro Yamaha            | Yamaha       | 27   | +0.157    | 4       | 20    |
| 3   | 15 | Sete Gibernau            | Repsol Honda               | Honda        | 27   | +6.102    | 7       | 16    |
| 4   | 8  | Tadayuki Okada           | Repsol Honda               | Honda        | 27   | +6.609    | 14      | 13    |
| 5   | 6  | Norick Abe               | Antena 3 Yamaha-D'Antin    | Yamaha       | 27   | +6.764    | 9       | 11    |
| 6   | 19 | John Kocinski            | Kanemoto Honda             | Honda        | 27   | +17.724   | 8       | 10    |
| 7   | 55 | Régis Laconi             | Red Bull Yamaha WCM        | Yamaha       | 27   | +24.037   | 5       | 9     |
| 8   | 7  | Luca Cadalora            | Biland GP1                 | MuZ Weber    | 27   | +28.827   | 15      | 8     |
| 9   | 14 | Juan Bautista Borja      | MoviStar Honda Pons        | Honda        | 27   | +31.290   | 10      | 7     |
| 10  | 4  | Carlos Checa             | Marlboro Yamaha            | Yamaha       | 27   | +31.308   | 12      | 6     |
| 11  | 17 | Jurgen van den Goorbergh | Biland GP1                 | MuZ Weber    | 27   | +54.233   | 16      | 5     |
| 12  | 26 | Haruchika Aoki           | F.C.C. TSR                 | TSR-Honda    | 27   | +59.081   | 17      | 4     |
| 13  | 10 | Kenny Roberts Jr         | Suzuki Grand Prix          | Suzuki       | 27   | +1:10.457 | 3       | 3     |
| 14  | 11 | Simon Crafar             | Red Bull Yamaha WCM        | Yamaha       | 27   | +1:13.792 | 20      | 2     |
| 15  | 18 | Markus Ober              | Dee Cee Jeans Racing       | Honda        | 27   | +1:22.765 | 21      | 1     |
| 16  | 20 | Mike Hale                | Proton KR Modenas          | Modenas KR3  | 27   | +1:26.782 | 24      |       |
| 17  | 21 | Michael Rutter           | Millar Honda               | Honda        | 27   | +1:30.635 | 23      |       |
| 18  | 68 | Mark Willis              | Buckley Systems BSL Racing | BSL          | 26   | +1 giro   | 25      |       |

### Ritirati
| Nº | Pilota            | Squadra                   | Motocicletta | Giri | Griglia |
| -- | ----------------- | ------------------------- | ------------ | ---- | ------- |
| 5  | Alex Barros       | MoviStar Honda Pons       | Honda        | 15   | 6       |
| 69 | James Whitham     | Proton KR Modenas         | Modenas KR3  | 11   | 22      |
| 22 | Sébastien Gimbert | Tecmas Honda Elf          | Honda        | 9    | 18      |
| 25 | José Luis Cardoso | Maxon TSR                 | TSR-Honda    | 3    | 13      |
| 9  | Nobuatsu Aoki     | Suzuki Grand Prix         | Suzuki       | 1    | 2       |
| 31 | Tetsuya Harada    | Aprilia Grand Prix Racing | Aprilia      | 1    | 11      |

### Non partito
| Nº | Pilota         | Moto  | Griglia |
| -- | -------------- | ----- | ------- |
| 1  | Michael Doohan | Honda | 19      |

## Classe 250

### Arrivati al traguardo
| Pos | Nº | Pilota             | Squadra                   | Motocicletta | Giri | Tempo     | Griglia | Punti |
| --- | -- | ------------------ | ------------------------- | ------------ | ---- | --------- | ------- | ----- |
| 1   | 46 | Valentino Rossi    | Aprilia Grand Prix Racing | Aprilia      | 26   | 46:04.289 | 3       | 25    |
| 2   | 4  | Tōru Ukawa         | Shell Advance Honda       | Honda        | 26   | +4.439    | 5       | 20    |
| 3   | 1  | Loris Capirossi    | Elf Axo Honda Gresini     | Honda        | 26   | +14.096   | 2       | 16    |
| 4   | 21 | Franco Battaini    | FGF Battaini Racing       | Aprilia      | 26   | +24.221   | 4       | 13    |
| 5   | 34 | Marcellino Lucchi  | Docshop Racing            | Aprilia      | 26   | +28.614   | 7       | 11    |
| 6   | 6  | Ralf Waldmann      | Aprilia Germany           | Aprilia      | 26   | +35.373   | 9       | 10    |
| 7   | 9  | Jeremy McWilliams  | QUB Team Optimum          | Aprilia      | 26   | +40.182   | 8       | 9     |
| 8   | 7  | Stefano Perugini   | Fila Watches Honda        | Honda        | 26   | +45.096   | 10      | 8     |
| 9   | 44 | Roberto Rolfo      | Vasco Rossi Racing        | Aprilia      | 26   | +45.483   | 13      | 7     |
| 10  | 37 | Luca Boscoscuro    | Polini                    | TSR-Honda    | 26   | +45.762   | 12      | 6     |
| 11  | 24 | Jason Vincent      | Padgetts HRC Shop         | Honda        | 26   | +46.147   | 11      | 5     |
| 12  | 12 | Sebastián Porto    | Semprucci Biesse-Group    | Yamaha       | 26   | +52.082   | 17      | 4     |
| 13  | 36 | Masaki Tokudome    | Dee Cee Jeans Racing      | TSR-Honda    | 26   | +1:00.476 | 15      | 3     |
| 14  | 11 | Tomomi Manako      | Yamaha Kurz Aral          | Yamaha       | 26   | +1:04.989 | 21      | 2     |
| 15  | 66 | Alex Hofmann       | Racing Factory            | TSR-Honda    | 26   | +1:09.322 | 16      | 1     |
| 16  | 15 | David García       | Antena 3 Yamaha-D'Antin   | Yamaha       | 26   | +1:11.896 | 19      |       |
| 17  | 14 | Anthony West       | Shell Advance Honda       | TSR-Honda    | 26   | +1:11.911 | 22      |       |
| 18  | 10 | Fonsi Nieto        | Antena 3 Yamaha-D'Antin   | Yamaha       | 26   | +1:35.977 | 26      |       |
| 19  | 41 | Jarno Janssen      | Rizla Honda               | TSR-Honda    | 26   | +1:36.796 | 20      |       |
| 20  | 63 | Shahrol Yuzy       | Petronas Sprinta Team TVK | Honda        | 26   | +1:43.181 | 27      |       |
| 21  | 62 | Álvaro Molina      | Echo C.C. Neptuno         | Honda        | 25   | +1 giro   | 24      |       |
| 22  | 58 | Matias Rios        | PR2 Mitsubishi            | Aprilia      | 25   | +1 giro   | 23      |       |
| 23  | 22 | Lucas Oliver Bultó | Yamaha Kurz Aral          | Yamaha       | 25   | +1 giro   | 31      |       |
| 24  | 59 | Jesús Pérez        | KR Sport                  | Honda        | 25   | +1 giro   | 28      |       |
| 25  | 28 | Naohiro Negishi    | Rizla Honda               | Honda        | 25   | +1 giro   | 25      |       |
| 26  | 60 | Alex Debón         | Chupa Chups Team          | Honda        | 25   | +1 giro   | 30      |       |

### Ritirati
| Nº | Pilota          | Squadra                    | Motocicletta | Giri | Griglia |
| -- | --------------- | -------------------------- | ------------ | ---- | ------- |
| 16 | Johan Stigefelt | Edo Racing                 | Yamaha       | 23   | 14      |
| 23 | Julien Allemand | Tecmas Honda Elf           | TSR-Honda    | 11   | 18      |
| 56 | Shin'ya Nakano  | Chesterfield Yamaha Tech 3 | Yamaha       | 9    | 1       |
| 64 | Manuel Luque    | M3 Competicion             | Yamaha       | 1    | 29      |

### Non partito
| Nº | Pilota         | Moto   | Griglia |
| -- | -------------- | ------ | ------- |
| 19 | Olivier Jacque | Yamaha | 6       |

## Classe 125

### Arrivati al traguardo
| Pos | Nº | Pilota               | Squadra                      | Motocicletta | Giri | Tempo     | Griglia | Punti |
| --- | -- | -------------------- | ---------------------------- | ------------ | ---- | --------- | ------- | ----- |
| 1   | 4  | Masao Azuma          | Playlife Racing Team - Liege | Honda        | 23   | 42:25.263 | 1       | 25    |
| 2   | 5  | Lucio Cecchinello    | Givi Honda LCR               | Honda        | 23   | +0.099    | 4       | 20    |
| 3   | 7  | Emilio Alzamora      | Via Digital Team             | Honda        | 23   | +0.129    | 3       | 16    |
| 4   | 8  | Gianluigi Scalvini   | Inoxmacel Fontana Racing     | Aprilia      | 23   | +0.357    | 6       | 13    |
| 5   | 15 | Roberto Locatelli    | Vasco Rossi Racing           | Aprilia      | 23   | +1.470    | 2       | 11    |
| 6   | 10 | Jerónimo Vidal       | C.C. Valencia                | Aprilia      | 23   | +1.950    | 7       | 10    |
| 7   | 16 | Simone Sanna         | Polini                       | Honda        | 23   | +16.948   | 8       | 9     |
| 8   | 6  | Noboru Ueda          | Givi Honda LCR               | Honda        | 23   | +21.074   | 9       | 8     |
| 9   | 54 | Manuel Poggiali      | Kappa Racing                 | Aprilia      | 23   | +27.613   | 10      | 7     |
| 10  | 21 | Arnaud Vincent       | C.C. Valencia                | Aprilia      | 23   | +28.855   | 5       | 6     |
| 11  | 26 | Ivan Goi             | Matteoni Racing              | Honda        | 23   | +28.959   | 19      | 5     |
| 12  | 23 | Gino Borsoi          | Semprucci Biesse-Group       | Aprilia      | 23   | +29.264   | 21      | 4     |
| 13  | 32 | Mirko Giansanti      | Kappa Racing                 | Aprilia      | 23   | +30.006   | 17      | 3     |
| 14  | 44 | Alessandro Brannetti | Future Strategies            | Aprilia      | 23   | +33.254   | 16      | 2     |
| 15  | 1  | Kazuto Sakata        | M.T.P. - Team Pileri         | Honda        | 23   | +34.282   | 13      | 1     |
| 16  | 29 | Ángel Nieto Jr       | Via Digital Team             | Honda        | 23   | +1:03.413 | 20      |       |
| 17  | 17 | Steve Jenkner        | Marlboro Team ADAC           | Aprilia      | 23   | +1:13.010 | 15      |       |
| 18  | 18 | Reinhard Stolz       | Polini                       | Honda        | 23   | +1:23.096 | 22      |       |
| 19  | 20 | Bernhard Absmeier    | Mayer-Rubatto Racing         | Aprilia      | 23   | +1:34.536 | 25      |       |
| 20  | 53 | Emilio Delgado       | T.M.R. Competición           | Honda        | 23   | +1:35.111 | 26      |       |
| 21  | 55 | Toni Elías           | R.A.C.C.                     | Honda        | 22   | +1 giro   | 29      |       |

### Ritirati
| Nº | Pilota          | Squadra                      | Motocicletta | Giri | Griglia |
| -- | --------------- | ---------------------------- | ------------ | ---- | ------- |
| 9  | Frédéric Petit  | Racing Moto Sport            | Aprilia      | 21   | 12      |
| 11 | Max Sabbatani   | Matteoni Racing              | Honda        | 21   | 14      |
| 13 | Marco Melandri  | Playlife Racing Team - Liege | Honda        | 21   | 11      |
| 41 | Yōichi Ui       | Festina-Derbi                | Derbi        | 12   | 18      |
| 56 | Adrián Araujo   | Echo C.C. Neptuno            | Honda        | 6    | 24      |
| 22 | Pablo Nieto     | Festina-Derbi                | Derbi        | 6    | 27      |
| 12 | Randy de Puniet | Scrab Competition            | Aprilia      | 5    | 23      |
| 57 | Luis Costa      | Metrakit RACC                | Honda        | 2    | 28      |